# 겹쳐입기
겹쳐입기(Layered clothing,Layered clothing system)는 외부 환경에 대한 신체의 체온 조절을 위한 의류 착용 방법이다.

## 기능
2개의 얇은 층의 옷은 하나의 두꺼운 층의 옷보다 더 가벼울 뿐만 아니라 각각의 단층 사이에 갇혀있는 공기가 단열재 역할을 하기 때문에 더 따뜻하며 또한 체온 조절을 위해 옷을 벗거나 다시 착용함으로써 더 극심한 온도 변화에 대한 신체 및 외부 온도 적응을 위해 용이함을 제공한다.

## 방법의 예
일반적으로 적어도 세 개의 레이어(layer)가 다음과 같이 기본적으로 제안된다.
안쪽층(Inner layer)은 피부를 건조하게 유지함으로써 편안하고 쾌적함을 제공하며 무엇보다 체온 조절 기능을 유지하는데 중요하다. 이는 기본 레이어 또는 첫 번째 레이어라고도 한다.
미드 레이어(중간층, Mid laye)는 따뜻함을 제공한다. 또한 절연 층이라고도하며  바깥공기와 안쪽공기의 중간층에서 체온조절의 중요한 기능을 담당한다.
껍질층(바깥층, Shell layer)은 외부환경 즉 추위 또는 바람 또는 물 등으로부터 보호한다. 다른 두 레이어보다 보호 기능이 강조되는 바깥층이다.
편안함과 보온성을 모두 제공하는 피부와 맞닿는 따뜻한 속옷의 경우와 마찬가지로 일반적으로 계층을 이루는 옷들은 인접한 두 레이어 사이에서 공기층을 가지거나 때때로 맞붙곤 한다.

이러한 각 계층의 옷들은 외부환경 및 상황의 필요에 맞게 유연하게 의복을 벗거나 착용하는 방법을 사용할 수 있다.
특히 추운 기후에서 적합하며 따라서 의류의 겹쳐입기는 땀의 배출 및 전달과 동시에 따뜻함을 유지하고 바람과 비를 막아 외부로부터 습기를 보호한다.
한편 덥고 건조한 기후에서 옷은 기능 요구 사항이 일부 다르게 된다. 태양 광선을 차단하고 따듯한 공기와 찬공기의 충분한 공기 순환을 허용해야하나 역시 땀은 전달하고 물기는 막아주어야 한다.

## 같이 보기
- 습도
- 침낭
- 등산

## 참고
- 기상청, 실내 적정온도와 습도  (공공누리 오픈자료)
- (등산,마운티니어링)마운티니어스
- 중앙일보 - 안전한 겨울 산행 돕는 패션 아이템
- 동아닷컴 - 아웃도어 레드페이스가 전하는 겨울산행 4대 수칙